# سروش جمشیدی
سروش جمشیدی (زاده ۲۰ اسفند ۱۳۵۸) وی فعالیت حرفه‌ای خود را در سال ۱۳۷۷ از تئاتر و رادیو آغاز کرد.

## زندگی‌نامه
سروش جمشیدی اصالتی یزدی دارد و زرتشتی است. وی در چند مصاحبه گفته‌است که مهران مدیری برای او کار بزرگی کرده‌است و پس از چند سال بیکاری او را به کار در دورهمی و در حاشیه دعوت کرده‌است. او توانست رتبه ۹ دانشگاه آزاد را کسب کند و در رشته برق در دانشگاه آزاد تهران تحصیل کند. او پس از کسب مدرک فوق دیپلم انصراف داده‌است. در واقع علت چهره شدن نامبرده بازی درخشان با نام پیله در برنامه طنز سیمای یزد بوده‌است.

## فعالیت‌های هنری
جمشیدی در برنامه‌های مختلف شبکه تابان نقش آفرینی کرده و پیش‌تر در استان یزد برای بازی در تئاتر شهرت داشته‌است. وی معروف‌ترین اثرش در حاشیه است که در آن زیاد دیده نشد، اما در برنامه دورهمی با ایفای نقش قیمت توانست به شهرت برسد. همچنین در سال ۸۴ در سریال متهم گریخت به کارگردانی رضا عطاران در چند سکانس به ایفای نقش پرداخته بود. او در برنامه «دورهمی» ساختهٔ مهران مدیری به یک کمدین شناخته شده تبدیل شد. او همچنین در سریال در حاشیه ۱ و ۲ ایفای نقش کرد.
او همچنین به عنوان صداپیشه عروسکی بنام میدونه در مجموعه شادونه در سرزمین دونه‌ها و صداپیشه کلاغ در شادونه در سرزمین پرندگان فعالیت کرده‌است.

## مجموعه‌های تلویزیونی
| سال تولید | نام اثر               | نقش         | کارگردان                      |
| --------- | --------------------- | ----------- | ----------------------------- |
| ۱۳۸۰      | تعطیلات دوست داشتنی   |             | سید وحید حسینی                |
|           | عاروس                 |             | سید محمد حسینی‌خواه            |
| ۱۳۸۴      | متهم گریخت            | بشیر        | رضا عطاران                    |
| ۱۳۹۱      | خروس                  |             | سعید آقاخانی                  |
|           | زیر نیم‌کاسه           |             | سید وحید حسینی                |
| ۱۳۹۴      | عطسه                  |             | مهران مدیری                   |
| ۱۳۹۴      | در حاشیه              | نادر گودرزی | مهران مدیری                   |
| ۱۳۹۷–۱۳۹۴ | دورهمی                | قیمت        | مهران مدیری                   |
| ۱۳۹۴      | سه شو                 |             | محسن غضنفری                   |
| ۱۳۹۵      | در قصه‌ها زندگی می‌کنند | ابراهیم     | داوود بیدل                    |
| ۱۳۹۶      | مرز خوشبختی           | مجد         | حسین سهیلی زاده               |
| ۱۳۹۷      | شب عید                |             | سعید آقاخانی                  |
| ۱۳۹۹      | بچه محل               | داداش جان   | احمد درویشعلی پور             |
| ۱۳۹۹      | صفر بیست و یک         | سعید        | سیامک انصاری, جواد رضویان     |
| ١۴٠٠      | زن زندگی مرد زندگی    | جمشید       | غلامرضا رمضانی, مسعود شامحمدی |
| ۱۴۰۱      | داستان یک شهر         | حمید        | محمدرضا آهنج                  |
| ۱۴۰۱      | آزادی مشروط           | فرامرز      | مسعود ده‌نمکی                  |
| ۱۴۰۱      | چشم‌بندی               | محسن        | شاهد احمدلو                   |
| ۱۴۰۲      | چشم‌بندی               | محسن        | شاهد احمدلو                   |
| ۱۴۰۳      | گوی طلائی             | گرداننده‌    |                               |
| ۱۴۰۳      | تانک خورها            | محسن        | پرویز شیخ طادی                |
| ۱۴۰۳-۱۴۰۴ | قول مردونه            |             | قربانعلی طاهرفر               |

### تئاتر
- شب (به نویسندگی و کارگردانی صحرا فتحی و تهیه کنندگی محمد قدس)، (۱۳۹۸)

## نمایش خانگی
| سال تولید | نام اثر     | کارگردان      |
| --------- | ----------- | ------------- |
| ۱۳۹۹      | شب‌های مافیا | سعید ابوطالب  |
| ۱۴۰۰      | جوکر        | احسان علیخانی |

## سینما
| سال  | عنوان          | نقش     | کارگردان        |
| ---- | -------------- | ------- | --------------- |
| ۱۳۹۴ | ۵۰ کیلو آلبالو | پیشخدمت | مانی حقیقی      |
| ۱۳۹۷ | زیرنظر         | نظر     | مجید صالحی      |
| ۱۳۹۷ | دوچ (فیلم)     | فردین   | امیر مشهدی عباس |